# Can Moner (Santa Coloma de Farners)
Can Moner és un antic mas al terme de Santa Coloma de Farners (la Selva). Es tracta de la casa on va néixer un dels personatges més rellevants de la història de Santa Coloma, i una placa commemorativa d'una restauració ho indica, sota la finestra esquerra de la façana:
| « | La seva contemplació em produeix una fascinació amable. Dona repòs i calma al meu esperit. Restaurada en honor de Sant Dalmau Moner nascut en aquesta casa 1291-1341. Amb la saviesa del nostre oncle Joan Maria de Ribot i de Balle i el mestre Isidre Cornella Carreras 1985-1987 | » |

.
Tot i que s'esmenta en el fogatge de 1497, el seu aspecte actual es deu a la reforma del segle xvii. És una casa de dues plantes amb la coberta a dues vessants a laterals i cornisa catalana. La porta principal és d'arc de mig punt adovellat i les finestres són rectangulars amb ampit, brancals i llindes de pedra monolítca, la majoria de les quals presenten dates inscrites.

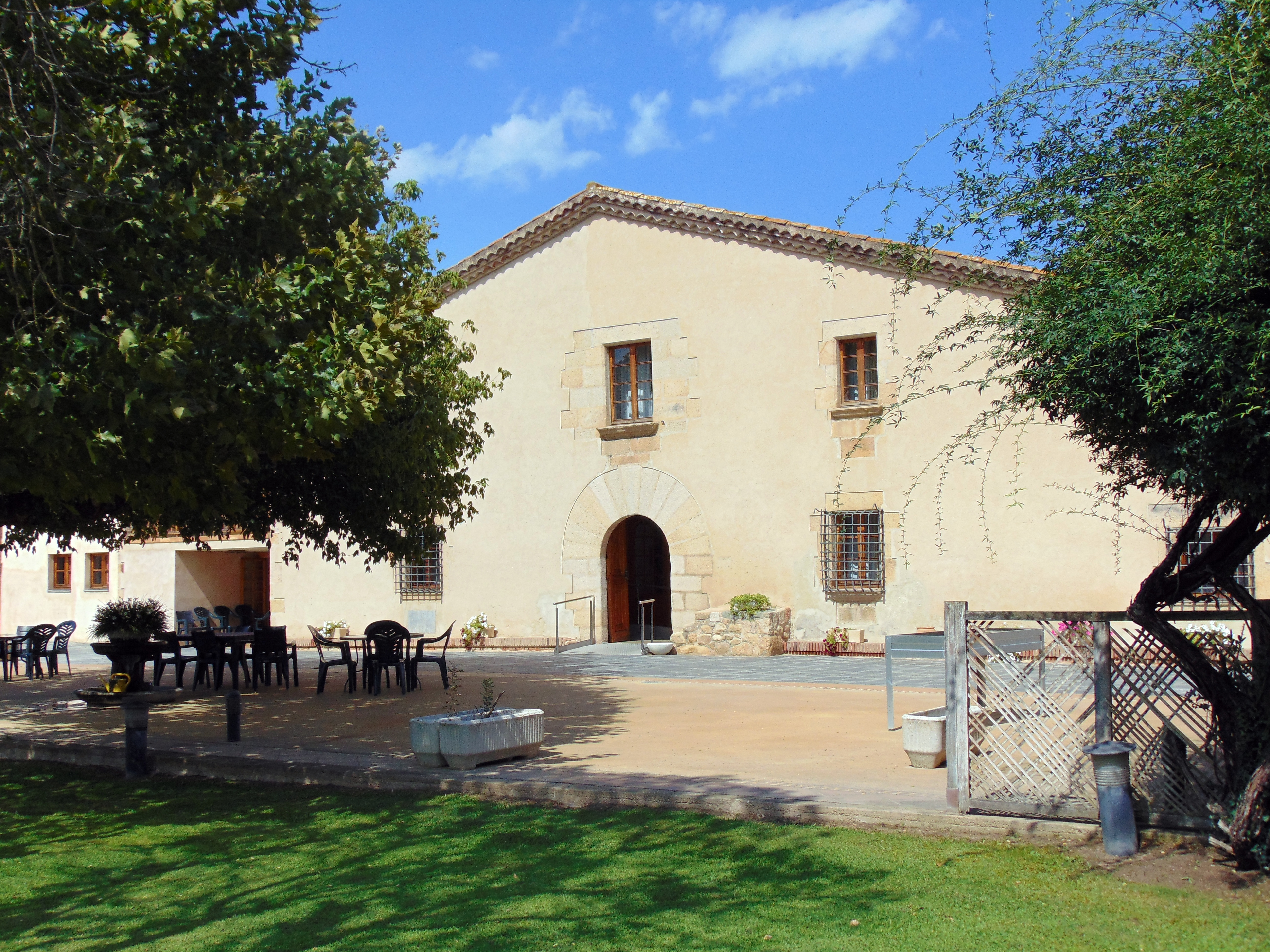

A la porta principal de fusta, hi ha la inscripció any 1885 i al costat una petita placa que diu: MAS MONER. Sant Dalmau Moner 1291-1341 Nascut a aquesta casa; a la finestra central del primer pis "164?"; i a les dues finestres de la dreta de la porta "1670" i "1668". A la part posterior una altra finestra té la data de 1642. Les obertures de la planta baixa estan protegides per una reixa de ferro forjat quadriculada, també tenen reixa les del primer pis de la paret lateral.
A la façana, adossat al llarg de tota l'amplada, hi ha un banc molt baix fet en rajol, i les restes d'una escala de pedra, inutilitzada, situada a la dreta de la porta principal, que antigament s'utilitzava per a pujar dalt dels cavalls. Tot el terra del voltant de la casa ha estat enrajolat i malgrat preservar l'estructura i la major part dels elements originals, l'interior ha variat, adequant-lo a les noves necessitats, així com els annexes que s'han afegit a la casa per la part esquerra. La casa es troba envoltada per una tanca metàl·lica.